# Carlo Giuseppe Bonaparte
Carlo Giuseppe Bonaparte (Baltimora, 9 giugno 1851 – Baltimora, 28 giugno 1921) è stato un politico, avvocato e funzionario francese naturalizzato statunitense.
Pronipote di Napoleone, fondò l'FBI il 26 luglio 1908. Fu membro del governo federale degli Stati Uniti d'America sotto il presidente Theodore Roosevelt, prima come ministro della marina e poi come ministro della giustizia (Attorney General of the United States).

## Biografia
Secondo figlio di Girolamo Napoleone Bonaparte e di Susan May Williams, si laureò all'università Harvard prima, ed alla corrispondente School of Law, della quale sarà in futuro supervisore, poi. Esercitò la professione forense a Baltimora e divenne un esponente in vista del movimento riformatore sia a livello locale che nazionale. Il 1º settembre 1875 sposò Ellen Channing Day (1852-1924), figlia del procuratore Thomas Mills Day e di Ellen Cornelia (Jones) Pomeroy. Dal matrimonio non nacquero figli.
Divenne membro del Consiglio dei Commissari per gli Indiani d'America dal 1902 al 1904, presidente della lega per la riforma del servizio civile nazionale nello stesso anno e quindi fiduciario dell'università cattolica degli Stati Uniti d'America.
Nel 1905 il presidente Theodore Roosevelt lo nominò ministro della marina. Dal 1906 fino alla fine della presidenza di Roosevelt fu ministro della giustizia (United States Attorney General). Fu molto attivo nel perseguire i trust e si deve a lui la stroncatura del monopolio del tabacco. Nel 1908 fondò il BOI (Bureau of Investigation), che diverrà poi il famoso FBI. Fu uno dei fondatori della lega municipale nazionale, della quale fu presidente dal 1903 al 1910.
Carlo Giuseppe Bonaparte morì nel 1921 della malattia nota come corea di Sydenham. La sua salma fu inumata al Loudon Park Cemetery di Baltimora.

## Ascendenza
```
Carlo Maria Buonaparte
 (
1746
-
1785
) sposò 
Maria Letizia Ramolino
 (
1750
-
1836
)
       └──>
Giuseppe Bonaparte
 (
1768
-
1844
)
       └──>
Napoleone Bonaparte
 (
1769
-
1821
), 1º Imperatore dei 
Francesi

       └──>
Luciano Bonaparte
 (
1775
-
1840
)
       └──>
Elisa Bonaparte
 (
1777
-
1820
)
       └──>
Luigi Bonaparte
 (
1778
-
1846
)
       └──>
Paolina Bonaparte
 (
1780
-
1825
)
       └──>
Carolina Bonaparte
 (
1782
-
1839
)
       └──>
Girolamo Bonaparte
 (
1784
-
1860
) da 
Elizabeth Patterson Bonaparte
 (
1785
-
1879
):
                 └──> 
Girolamo Napoleone Bonaparte
 (1805-1870) che sposò Susan May Wiliams (1812-1881)
                        ├──>
Girolamo Napoleone Bonaparte II
 (
1830
-
1893
)
                        └──> 
Carlo Giuseppe Bonaparte
 (
1851
-
1921
)
```